# L'Avocat Loubet
Pour les articles homonymes, voir Loubet.
L'Avocat Loubet est un drame en trois actes d'Eugène Labiche, en collaboration avec Auguste Lefranc et Marc-Michel, représenté pour la première fois à Paris au théâtre du Panthéon le 28 août 1838. C'est l'un des rares drames écrits par Labiche. Il a paru aux éditions Musée Dramatique.

## Résumé
Un drame joué en trois actes et vingt-sept scènes.
La pièce se déroule à Aix-en-Provence au début du XVIIe siècle. L’avocat Jacques Loubet est amoureux d’une jeune veuve, la marquise de Pontarlier. Mais celle-ci tue par jalousie sa rivale Catherine Loubet, dite la belle Loubette et cousine de Jacques. La sœur de cette dernière, la pure et innocente Louise Loubet, que Jacques devait par ailleurs épouser, est accusée du meurtre. Jacques Loubet connaît la criminelle mais bâillonné par son honneur et pour sauver sa cousine, s’accuse. Personne ne le croit et Louise va être exécutée. Mais tout est bien qui finit bien : empoisonnée, la marquise avoue son crime innocentant Louise.

## Quelques répliques
Jacques Loubet qui s’accuse : "L’assassin c’est moi !"

Le président du tribunal après les aveux de la marquise : "Elle se réveillera dans un cloître… asile de la pénitence et du repentir !"

## Distribution
| Acteurs et actrices ayant créé les rôles |                   |
| Personnage                               | Acteur ou actrice |
| Jacques Loubet, avocat                   | M. Dubourjal      |
| Nolis, jeune clerc de Loubet             | M. William        |
| D'Entragues, président                   | M. Braux          |
| De Brissac, capitaine                    | M. Lansoy         |
| De Fontbelle, basochien                  | M. Keppler        |
| Mme de Pontarlier                        | Mme Abit jeune    |
| Louise, cousine de Loubet                | Clarisse          |
| Marguerite, gouvernante                  | Laselva           |

## Accueil de la pièce
Lors de sa présentation le 28 août 1838, le drame a été très favorablement accueilli. La Revue et Gazette des théâtres relève ainsi que "jamais le public du Quartier latin, ordinairement si moqueur et si goguenard, n’avait montré tant de recueillement et de satisfaction attentive.". Les acteurs sont également célébrés en particulier Clarisse Miroy dont c’était le premier rôle de tragédie: "les nombreux bravos qui ont accueilli, à plusieurs reprises, les élans de sensibilité si vrai, dont elle a fait preuve, ont dû lui prouver qu’il y avait pour elle des succès à trouver dans tous les genres.".
Le photographe et biographe Félix Tournachon, dit Nadar, écrit dans un recueil traitant de sa connaissance particulière et personnelle du poète Charles Baudelaire: "Tout à l'heure,  la  quatre-vingt-huitième de L'avocat Loubet ( - Loubet déjà !!! - )  drame en cinq actes par MM.  Eugène Labiche, Marc-Michel et Auguste  Lefranc, grand succès de quartier, succès inouï: depuis trois mois, L'Avocat Loubet tient l'affiche, et ça n'a pas l'air de vouloir finir. Le futur auteur de La Cagnotte, du Chapeau de paille d'Italie, de L'Affaire de la rue de Lourcine, etc..., fait verser à torrents les pleurs.".